# Palinurus
Palinurus é um género de lagostas pertencentes à família Palinuridae. Em 1995 foi descoberto um fóssil com 110 milhões de anos, reconhecível como de um membro do género Palinurus, numa pedreira em El Espinal, Chiapas (México), ao qual foi atribuído o binome P. palaciosi.

## Espécies
As espécies extantes conhecidas são:
- Palinurus barbarae Groeneveld, Griffiths & van Dalsen, 2006[5]
- Palinurus charlestoni Forest & Postel, 1964 – Cape Verde spiny lobster
- Palinurus delagoae Barnard, 1926 – Natal spiny lobster
- Palinurus elephas (Fabricius, 1787) – common spiny lobster
- Palinurus gilchristi Stebbing, 1900 – southern spiny lobster
- Palinurus mauritanicus Gruvel, 1911 – pink spiny lobster